# Близоруков, Григорий Григорьевич
Григорий Григорьевич Близоруков - советский хозяйственный, государственный и политический деятель.

## Биография
Родился в 1921 году в Воткинске. Член ВКП(б).
С 1936 года - на хозяйственной, общественной и политической работе. В 1936-1981 гг. — ученик слесаря на Воткинском машиностроительном заводе после окончания фабричного заводского училища, в РККА, участник Великой Отечественной войны, слесарь-сборщик Воткинского машиностроительного завода, активный помощник городского комитета народного контроля.
Избирался депутатом Верховного Совета СССР 7-го, 8-го созывов. Член бюро Воткинского городского комитета КПСС. Почётный гражданин города Воткинска.
Умер в 1989 году в Воткинске.